# Waku-Kungo
Waku-Kungo este un oraș în Angola.